# Alviero Niccacci
Alviero Niccacci OFM (ur. 30 listopada 1940 w San Nicolò di Celle, Deruta, zm. 3 sierpnia 2018) – włoski biblista, profesor teologii w dziedzinie nauk biblinych, franciszkanin, wykładowca Franciszkańskiego Studium Biblijnego w Jerozolimie, specjalista w dziedzinie egzegezy biblijnej Starego Testamentu i języka hebrajskiego, egiptolog, filolog, poliglota.

## Życiorys
O. Niccacci urodził się w rodzinie Renato i Paoli Zeetti 30 listopada 1940 w San Nicolò di Celle pod Derutą w Umbrii. Do Zakonu Braci Mniejszych - franciszkanów - wstąpił 22 lipca 1956 (prowincja umbryjska). Po złożeniu ślubów wieczystych w 1962, odbyciu studiów filozoficznych i teologicznych w swej macierzystej prowincji zakonnej i przyjęciu święceń kapłańskich w 1965, zdobył licencjaty z teologii (Papieski Uniwersytet Laterański, 1970), historii i literatury starożytnego wschodu (Papieski Uniwersytet Gregoriański, 1972) oraz Pisma Świętego (Papieski Uniwersytet Gregoriański, 1972). Doktoryzował się z literatury i filozofii w 1977 (Università degli Studi Roma Tre). Następnie osiadł w Jerozolimie, zostając profesorem Franciszkańskiego Studium Biblijnego oraz Jerozolimskiego Studium Teologicznego. Wykładał również w Salezjańskim Seminarium Duchownym w Bajt Dżala.
Egzegeta był w latach 1978-1980 sekretarzem Franciszkańskiego Studium Biblijnego w Jerozolimie, w latach 1987-1990 jego wicedziekanem, zaś w latach 1990-1996 dziekanem. Przewodniczył kursom egiptologii i historii starożytnej podczas wycieczek naukowych do Egiptu. Był znawcą relacji między starożytną literaturą egipską i pismami Starego Testamentu, biegle czytał pismo hieroglificzne.

## Wybrana bibliografia

### Książki
- 1980 Hyksos Scarabs
- 1986 Sintassi del verbo ebraico nella prosa biblica classica (SBF Analecta 23)
- 1989 Un profeta tra oppressori e oppressi. Analisi esegetica del capitolo 2 di Michea nel piano generale del libro (SBF Analecta 27)
- 1990 The Syntax of the Verb in Classical Hebrew Prose (JSOT Supplement Series 86)
- 1994 La casa della sapienza. Voci e volti della sapienza biblica (Narrare la Bibbia 2)
- 2001 Il Rotolo di Rut / Megillat Rut. Analisi del testo ebraico (SBF Analecta 51), razem z M. Pazzinim OFM
- 2007 Il libro della Sapienza. Introduzione e commento

### Artykuły
- Sulla vita futura nei Proverbi, Euntes Docete 34 (1981) 381-391
- Archéologie et Nouveau Testament: Capharnaüm et Tabgha, Studia Orientalia Christiana Collectanea 18 (1985) 231-255
- Yahveh e il Faraone. Teologia biblica ed egiziana a confronto, Biblische Notizen 38/39 (1987) 85-102
- Mefaat nella Bibbia, w M. Piccirillo - E. Alliata Umm al-Rasas – Mayfa‘ah. I. Gli scavi del complesso di Santo Stefano, Jerozolima 1994, str. 47-50
- An Alternative Way to Redemption Nature and Man in Wisdom Literature, strona SBF 1998
- Qohelet. Analisi sintattica, traduzione, composizione Liber Annuus 54 (2004) 53-94
- Quarto carme del Servo del Signore (Is 52,13-53,12). Composizione, dinamiche e prospettive Liber Annuus 45 (2005) 9-26
- Osea 1-3. Composizione e senso Liber Annuus 56 (2006) 71-104
- Chiesa Madre di Gerusalemme: radici storiche e teologiche dell'attuale pluralismo, w G. Lauriola (red.), Da Cristo alla Chiesa (Centro Studi Personalistici “Giovanni Duns Scoto” Castellana Grotte (BA - I) Quaderno 23, Alberobello 2006, str. 95-114
- Fr. Allegra, the Bible and the Chinese Culture, strona SBF 2008 (esej o o. Gabrielu Allegrze OFM)